# Hertigdömet Legnica

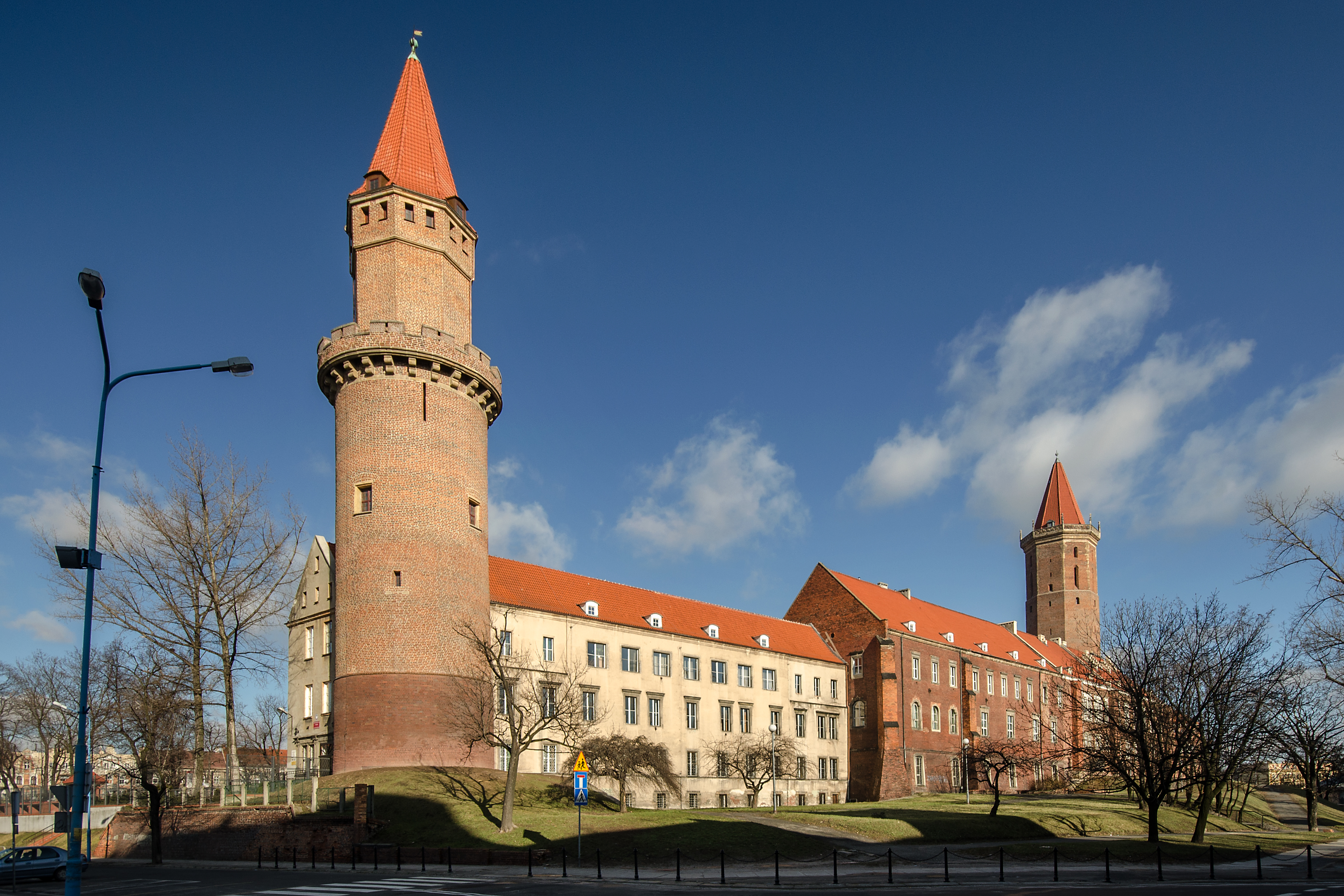
Legnicas slott, säte för hertigarna av Legnica.

Hertigdömet Legnica, polska: Księstwo legnickie, tjeckiska: Lehnické knížectví, även känt under det tyska namnet Hertigdömet Liegnitz (Herzogtum Liegnitz), var ett hertigdöme i Nedre Schlesien, med Legnica som huvudstad. Hertigdömet var ursprungligen ett polskt-schlesiskt hertigdöme under huset Piast, underställt det polska senioratet, men erkände 1329 kungen av Böhmen som länsherre och blev därigenom del av Tysk-romerska riket.

## Historia
Hertigdömet bildades 1248, då det polska hertigdömet Schlesien delades. Hertigdömet lösgjorde sig med tiden från den polska kronan och erkände 1329 kung Johan den blinde av Böhmen som länsherre. Liegnitz blev därmed ett hertigdöme under den böhmiska kronan inom Tysk-romerska riket. Vid hertig Wencel II:s död 1419, som fram till 1417 också var biskop av Breslau, dog den ursprungliga Liegnitzgrenen av huset Piast ut, och hertigdömet kom därmed att ärvas av hertigen av Brieg, Ludvig II, som bildade hertigdömet Liegnitz-Brieg (Legnica-Brzeg). Efter Ludvig II:s död uppstod en arvsstrid mellan kejsaren Sigismund, som drog in hertigdömet till den böhmiska kronan, och Ludvigs ättlingar 1436. Arvsstriden avgjordes först 1469 genom att hertigdömet åter förlänades till Fredrik I. År 1520 kom hertigdömet Liegnitz att återförenas med Brieg och 1523 tillkom furstendömet Wohlau genom köp, så att hertigdömet Liegnitz-Brieg-Wohlau bildades. Från 1526 kom hertigdömet att lyda under Habsburgmonarkin.
Hertigdömet existerade fram till 1675, då den siste hertigen av huset Piast, Georg Vilhelm av Liegnitz, dog utan manliga arvingar. Hertigdömet uppgick därefter i de böhmiska kronländerna under huset Habsburg fram till 1742, då Schlesien tillföll Preussen genom Österrikiska tronföljdskriget.

## Hertigar av Legnica
- 1248–1278 Boleslav II "den skallige", äldste son till Henrik II av Nedre Schlesien, med brodern
  - 1248–1251 Konrad I av Głogów, hertig av Głogów från 1251
- 1278–1296 Henrik V av Schlesien, son till Boleslav II, hertig av Wrocław från 1290
- 1296–1311 Boleslav III av Schlesien, son, även hertig av Wrocław och Brzeg från 1311, med
  - 1296–1311 Henrik VI av Schlesien, bror, hertig av Wrocław från 1311
  - 1296–1312 Vladislav
- 1312–1342 Boleslav III, igen
- 1342–1345 Wencel I, son, med
  - 1342–1346 Ludvig I, bror, hertig av Brieg från 1358
- 1346–1364 Wencel I, igen
- 1364–1409 Ruprecht I, son, med
  - 1364–1413 Wencel II, bror, även biskop av Breslau och hertig av Neisse från 1382
  - 1364–1394 Boleslav IV, bror
  - 1364–1398 Henrik VIII, bror, även biskop av Kujawy från 1389
- 1413–1436 Ludvig II, sonson till Ludvig I, även hertig av Brieg sedan 1399

1436 indrogs hertigdömet till böhmiska kronan.
- 1436–1453 arvsanspråk av Ludvig III av Ohlau samt hans söner Johan I av Lüben och Henrik X av Haynau

- 1454–1488 Fredrik I, son till Johan I av Lüben, även hertig av Brieg from 1481
- 1488–1495 Johan II, son, tillsammans med
  - 1488–1547 Fredrik II, bror, även hertig av Brieg 1503–1505 och 1521-1547
  - 1488–1521 Georg I, även hertig av Brieg från 1503
- 1547–1551 Fredrik III, son till Fredrik II, avsatt
- 1551–1556 Henrik XI, son, under hertig Georg II av Briegs förmyndarskap
- 1556–1559 Fredrik III, åter avsatt,
- 1559–1576; 1580–1581 Henrik XI, återinsatt och avsatt två gånger, tillsammans med
  - 1571–1596 Fredrik IV, bror
- 1596–1602 Joakim Fredrik, son till Georg II av Brieg, hertig av Brieg från 1595
- 1602–1612 Johan Christian, son, även hertig av Brieg, med
  - 1602–1653 Georg Rudolf, bror
- 1653–1654 Georg III, son till Johan Christian, även hertig av Brieg sedan 1633, tillsammans med
  - 1653–1663 Ludvig IV, bror, även hertig av Brieg 1633–1654
  - 1653–1654 Christian, bror, även hertig av Brieg 1633–1654
- 1663–1664 Georg III, igen, tillsammans med
  - 1663–1672 Christian, igen, även hertig av Brieg från 1664
- 1672–1675 Georg Vilhelm, son, även hertig av Brieg

Vid Georg Vilhelms död 1675 utslocknade den schlesiska linjen av huset Piast på manssidan, så att hertigdömet uppgick i Habsburgmonarkins kronländer.